# Destutt de Tracy

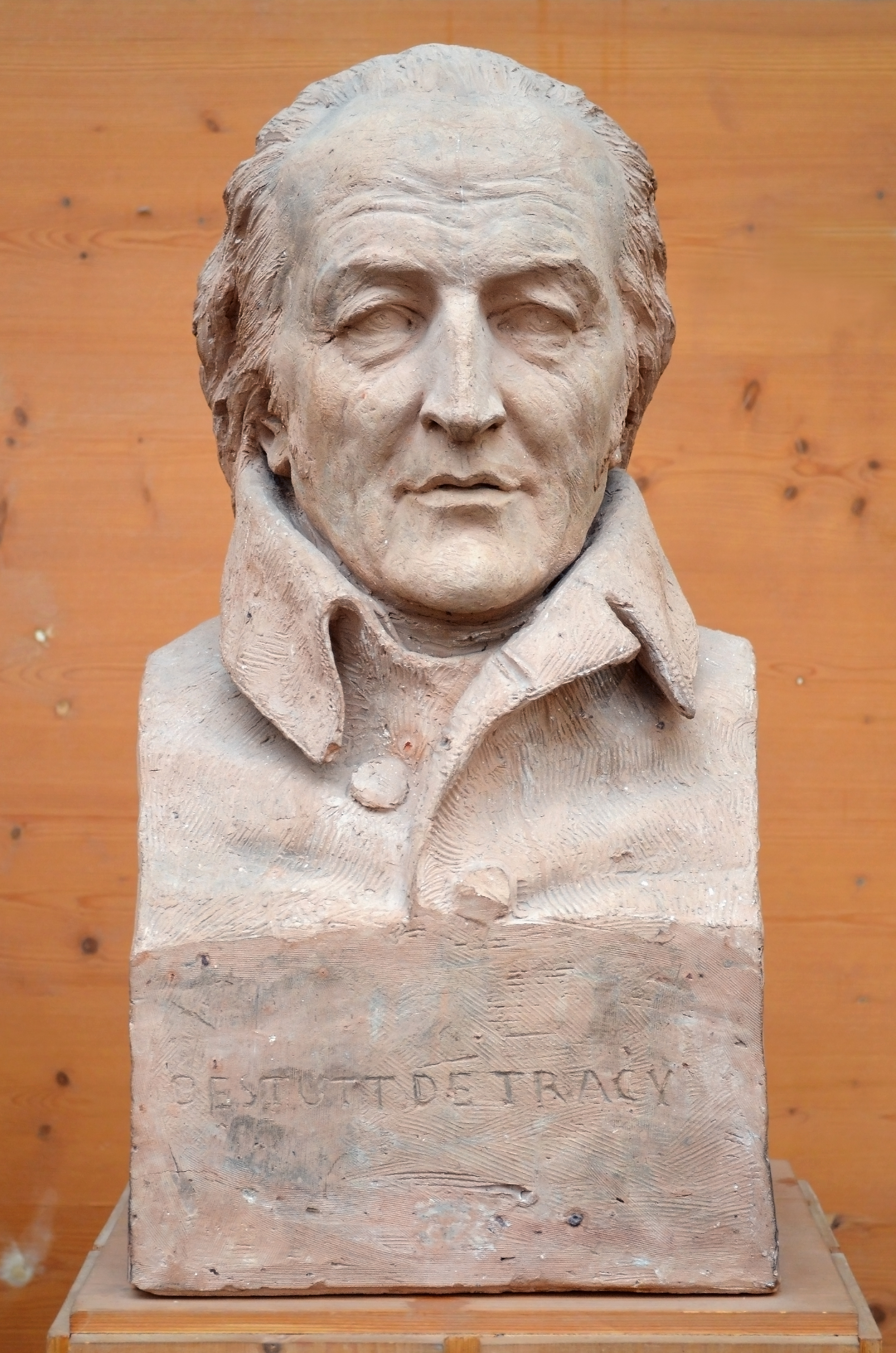
Destutt de Tracy, per David d'Angers (1837)

Antoine-Louis-Claude Destutt de Tracy, més conegut com a Destutt de Tracy, (París, 20 de juliol de 1754- París, 9 de març de 1836) va ser un filòsof francès famós per haver encunyat el concepte d'ideologia. Partidari de l'aristocràcia i d'ascendència escocesa, va argumentar tanmateix a favor de la divisió de poders i les llibertats individuals. Va defensar una cosmovisió materialista, propera a les postures d'Étienne Bonnot de Condillac, en què les facultats de la ment sorgeixen a partir dels sentits (per això, rebutjava que existís una disciplina com la psicologia, massa abstracta i amb connotacions idealistes). Va definir també conceptes bàsics per a l'economia, com per exemple l'intercanvi com a motor de creixement, una idea que es troba present en Karl Marx. Per les seves aportacions, va ser escollit membre de l'Académie française i va gaudir d'un càrrec d'honor en diverses societats de pensadors il·lustrats.